# William Hunter (anatom)

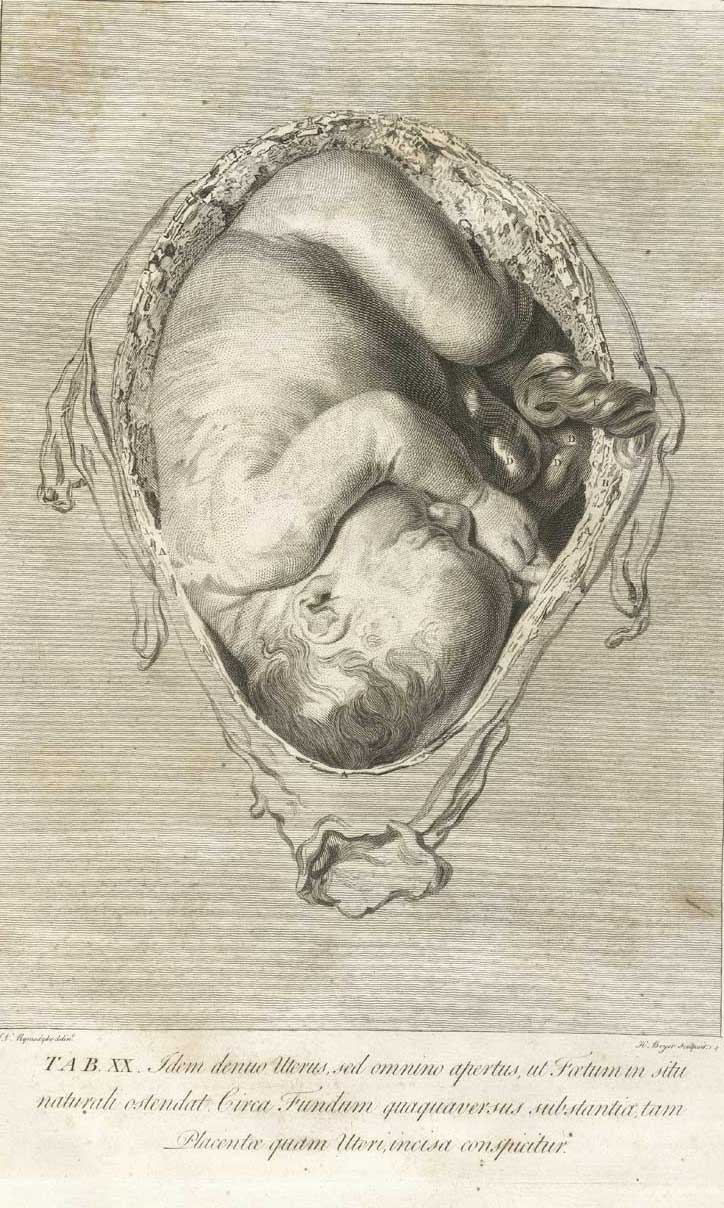
Illustration ur Anatomia uteri humani gravidi tabulis illustrata.

William Hunter, född 23 maj 1718 i East Kilbride, South Lanarkshire, död 30  mars 1783 i London, var en skotsk läkare, bror till John Hunter.

Anatomia uteri humani gravidi, 1774

Hunter vann tidigt stort anseende som föreläsare och lärare. Han lämnade med tiden sin kirurgiska praktik för att uteslutande ägna sig åt obstetriken, i vilken han var en mästare. År 1748 utnämndes han till "surgeon-accoucheur" vid Middlesex Hospital, erhöll doktorsvärdighet av universitetet i Glasgow 1750 samt kallades 1764 till extra ordinarie läkare hos drottning Charlotte.
De främsta av hans arbeten är hans undersökningar över den gravida livmodern (Anatomia uteri humani gravidi tabulis illustrata, 1774). Ett annat mycket viktigt anatomiskt arbete är Medical Commentaries (1762, supplement 1764), som innehåller en utmärkt framställning av testiklarnas anatomi med mera. Som obstetriker leddes han av grundsatsen att vid förlossningen framförallt låta naturen råda, att stödja och reglera dess verksamhet och endast i fall denna syntes otillräcklig använda konstgjorda hjälpmedel. Sin utmärkta anatomiska samling, som överträffades endast av broderns, testamenterade han till universitetet i Glasgow.